# Aston Webb

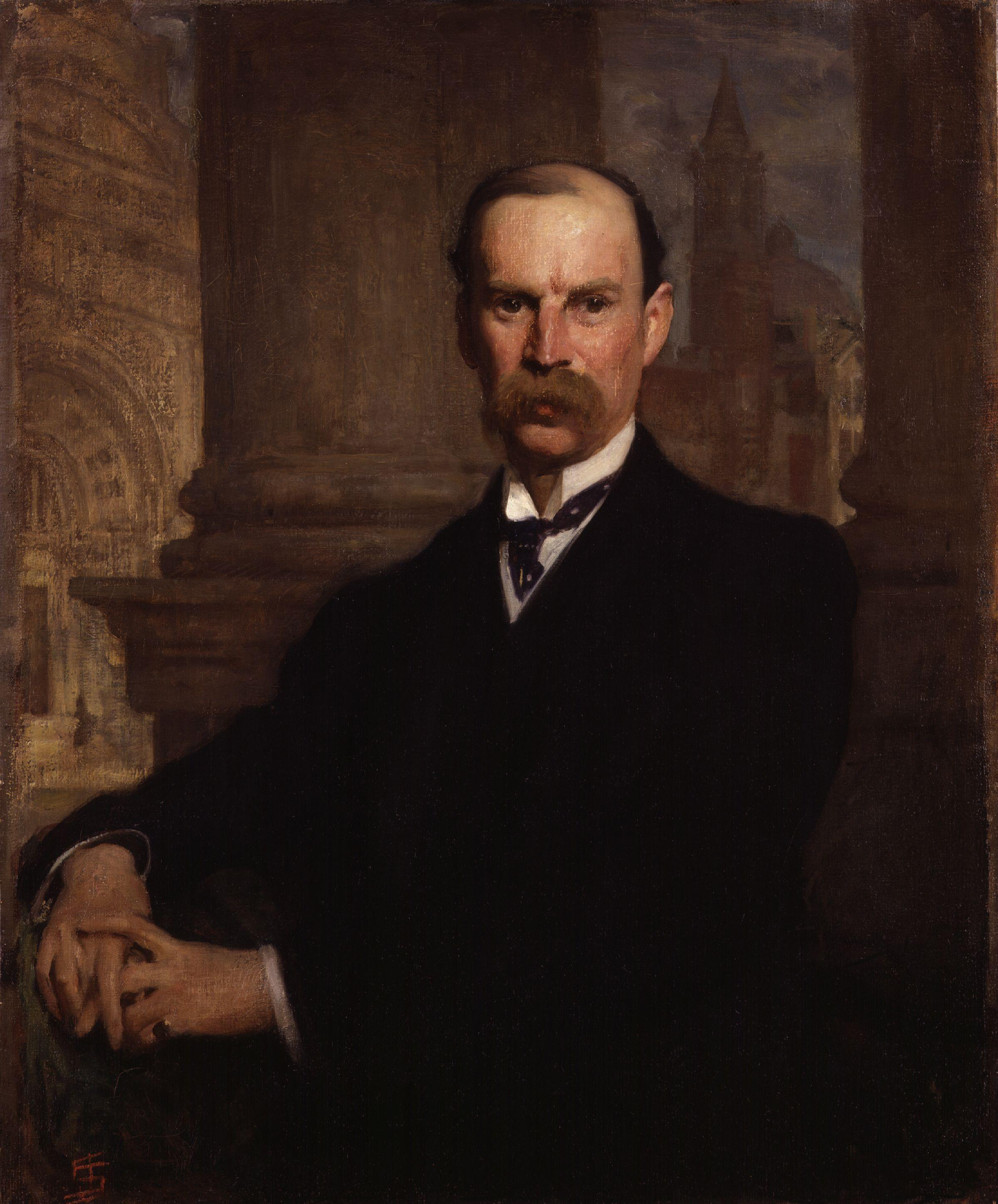
Sir Aston Webb, 1906

Sir Aston Webb GCVO CB PRA (* 22. Mai 1849 in London; † 21. August 1930 ebenda) war in der Zeit um 1900 der erfolgreichste englische Architekt öffentlicher Gebäude. Am bekanntesten sind das Londoner Victoria and Albert Museum, die Law Courts und die Universität in Birmingham sowie die ganze Londoner Prozessions-Route, von der Fassade des Buckingham Palace, The Mall entlang, bis zum Admiralty Arch. Von 1919 bis 1924 war Webb Präsident der Royal Academy of Arts.

## Werdegang
Aston Webb war der Sohn des Malers Edward Webb (1779–1839; Schüler des Landschaftsmalers David Cox). Seine erste Ausbildung absolvierte er von 1866 bis 1871 in der Firma von Banks und Barry. Danach verbrachte er ein Jahr auf Reisen in Europa und Asien und eröffnete 1874 in London sein eigenes Büro.
In den frühen 1880ern trat er in das Royal Institute of British Architects ein und arbeitete mit Ingress Bell als Partner. Der erste größere Auftrag, den die beiden erhielten, resultierte 1886 aus einem Architekturwettbewerb für die Victoria Law Courts in Birmingham. Es war das erste von zahlreichen öffentlichen Gebäuden, die das Gespann im Laufe der nächsten 23 Jahre entwarf. Gegen Ende seiner Karriere wurde Webb von seinen Söhnen Maurice und Philip unterstützt. Ralph Knott, der später Londons County Hall bauen sollte, wurde von Webb ausgebildet und führte in dieser Zeit die Zeichnungen für dessen Wettbewerbsbeiträge aus.

## Bauwerke

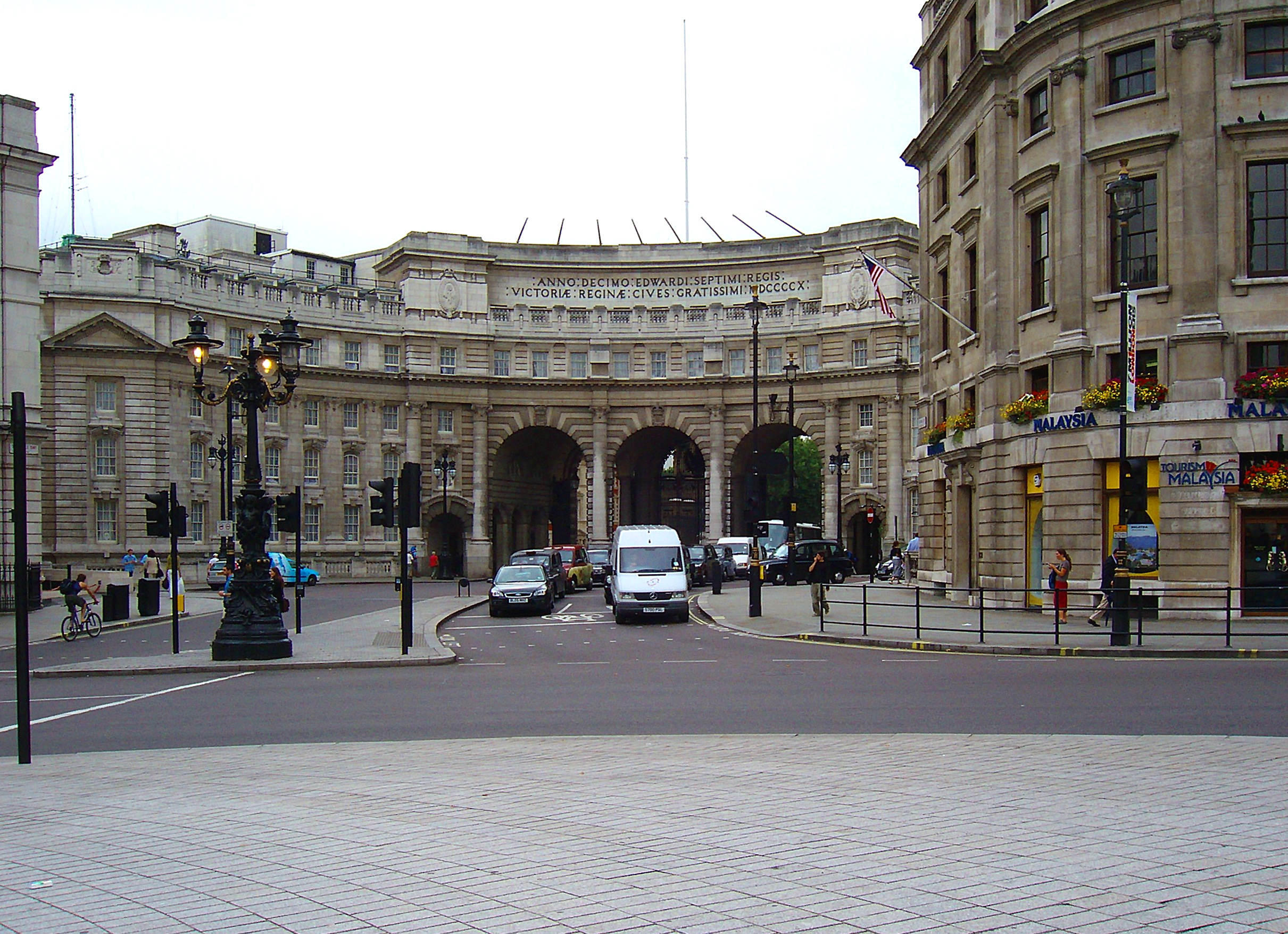
Admiralty Arch, London

Eines von Aston Webbs frühesten Projekten war 1877 die Royal Grammar School Worcester. Dieses Altenheim entwarf er im Gegensatz zu seinen späteren Arbeiten im Arts-and-crafts-Stil.
Sein erster wirklich großer Auftrag war die Restaurierung der mittelalterlichen Kirche St Bartholomew-the-Great in Smithfield. Sein Bruder Edward Alfred Webb war zu der Zeit Kirchenvorsteher, und diese Verbindung hat dem jungen Architekten sicher geholfen, den Auftrag zu erhalten. Zu Webbs bekanntesten Arbeiten in London gehören das Queen Victoria Memorial und The Mall sowie die Hauptfassade des Buckingham Palastes, die er 1912 neu gestaltete.
Schon 1891 hatte Webb die Eingangsfassade des Victoria und Albert Museums überarbeitet. Außerdem entwarf er zwischen 1893 und 1895 die Pläne für das Royal United Services Institute sowie Whitehall und schuf – als Teil des Mall-Projektes – den Admiralty Arch (1908/09). In diese Zeit fiel auch das Britannia Royal Naval College in Dartmouth/Devon. 1886 vergrößerte er die im Perpendicular-Stil gebaute Kirche St John Baptist, Claines/Worcester, und setzte sie einfühlsam instand. Er war außerdem verantwortlich für den Neubau (1895) der in der Nähe liegenden Kirche St. George, Barbourne/Worcester.
Webb entwarf viele Ausbildungsstätten im Schul- und Hochschulbereich, zum Beispiel das King’s College in Cambridge (1908) sowie das Royal College of Science for Ireland, das heute als Regierungsgebäude dient. Hinzu kamen etliche Wohnanlagen wie der Blackheath Park in Blackheath im Südosten Londons. 1895/96 schuf er einen Bibliotheks-Flügel für das große Herrenhaus The Hendre in Monmouthshire.
Als Teil des Stadtentwicklungsprojektes More London wurde kürzlich der 1901 entstandene Firmensitz einer Brauerei in 115 Tooley Street zum Aston Webb House mit 14 Appartements umgebaut. Auch das Hauptgebäude von Chancellor's Court der Universität von Birmingham, von Webb zusammen mit Ingress Bell entworfen, wurde nach ihm benannt. Das Gebäude trägt eine große Kuppel; zum Komplex gehört außerdem die Great Hall.

## Ehrungen
Von 1902 bis 1904 war Aston Webb RIBA-Präsident und wurde 1903 zum vollberechtigten Mitglied der Royal Academy gewählt, deren amtierender Präsident er von 1919 bis 1924 war. 1904 wurde er als Knight Bachelor geadelt und erhielt 1905 die Royal Gold Medal; außerdem war er der erste, der 1907 mit der „Gold Medal“ des American Institute of Architects ausgezeichnet wurde. 1919 wurde Aston Webb in New York zum Ehrenmitglied (Honorary NA) gewählt. 1906 wurde er zum assoziierten Mitglied der Académie royale des Sciences, des Lettres et des Beaux-Arts de Belgique gewählt.
1909 wurde er zum Companion des Order of the Bath und 1911 zum Commander des Royal Victorian Order ernannt. 1914 wurde er zum Knight Commander und 1925 zum Knight Grand Cross des Royal Victorian Order erhoben.